# ميسرة أبو حمدية
ميسرة أبو حمدية أسير فلسطيني و ضابط برتبة لواء، ولد بالخليل عام 1948، حصل على دبلوم الإلكترونيات من جامعة القاهرة، و درس الحقوق بجامعة بيروت، انخرط بصفوف الثورة الفلسطينية واعتقل إداريا أكثر من فترة (1969 -1975)، (1976 - 1978)، (2002 - 2013) .
انخرط بصفوف حركة فتح عام 1970، وعمل مع مكتب الشهيد أبو جهاد 1979 و في مكتب الانتفاضة 1988، وقد منع من دخول فلسطين بعد اتفاقية أوسلو، الا أنه رجع اليها عام 1998 بعد تدخل من الرئيس الراحل ياسر عرفات 

## في المعتقل
اعتقل في 18 مايو 2002 ، ووجهت له لائحة اتهام طويلة، وفي يونيو 2006 حكم بالسجن 25 عاما، وفي 2007 استأنف الحكم وتم الحكم عليه بالسجن المؤبد 99 عاما.
عانى في نهايات حياته من قرحة في المعدة وارتفاع ضغط الدم وورم في منطقة الرقبة وتضخم في الغدة الدرقية، وتدهورت حالته الصحية ونقل عدة مرات لمستشفى سجن الرملة، وتبين إصابته بمرض السرطان، وتعرض لإهمال طبي متعمد من قبل مصلحة السجون الإسرائيلية.

## وفاته
قال وزير الأسرى الفلسطيني عيسى قراقع إن المعتقل ميسرة أبو حمدية، المنتمي لحركة فتح، توفي في قسم العناية المكثفة بالمستشفى بعد معاناة مع مرض السرطان نتيجة الإهمال الطبي من السلطات الإسرائيلية ، و قد شيع جثمانه آلاف الفلسطينيين من المستشفى الأهلي في مدينة الخليل، و دفن في مقبرة الشهداء جنوب المدينة .